# ドンズナック
ドンズナック （Donzenac、オック語:Domzenac）は、フランス、ヌーヴェル＝アキテーヌ地域圏、コレーズ県のコミューン。

## 地理

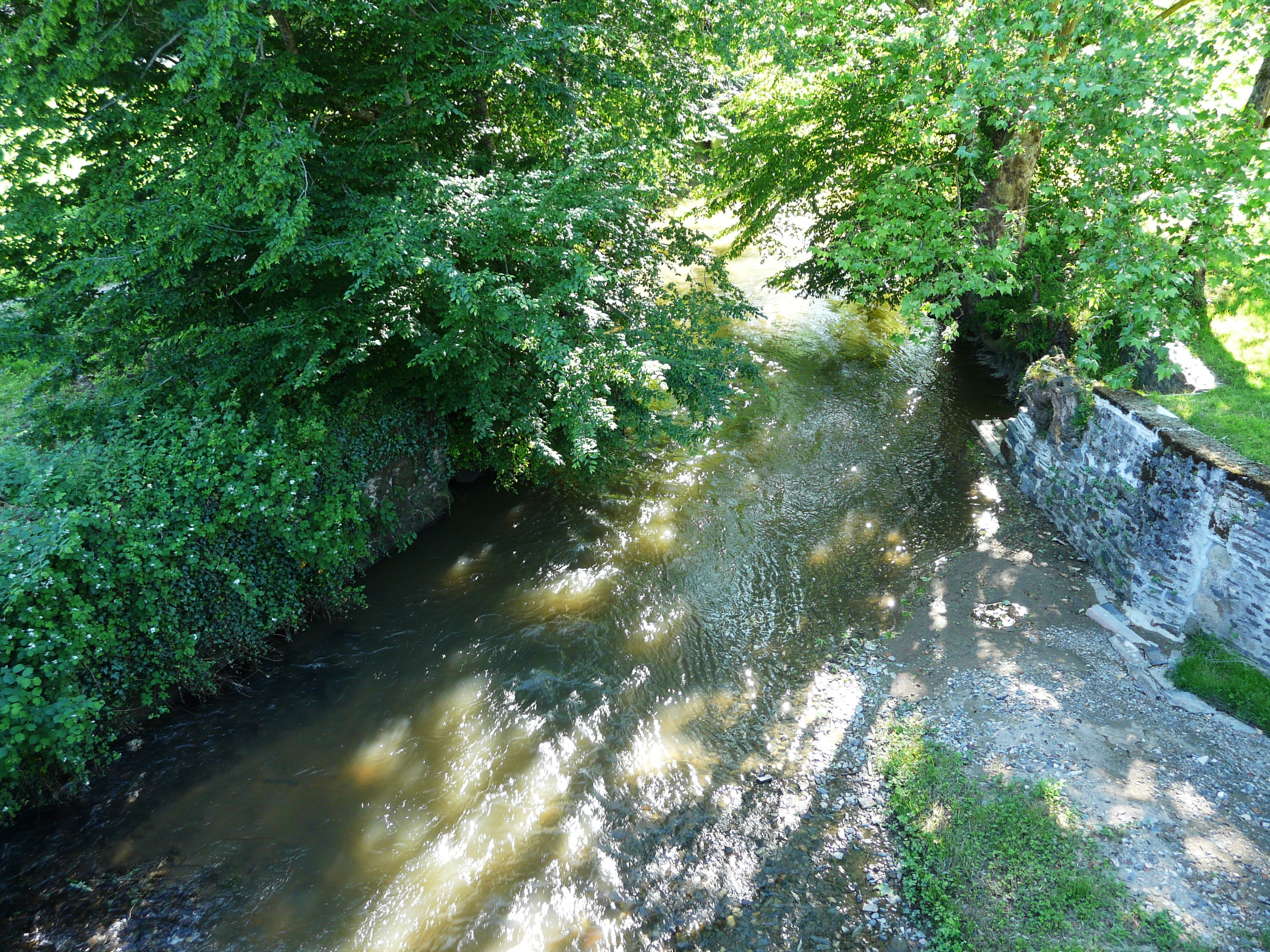
モーモン川

ブリーヴ＝ラ＝ガイヤルド都市圏に含まれ、中央高地内に位置する。国道20号線でブリーヴ＝ラ＝ガイヤルドの北10kmのところにある。
ヴィル・オート（ville-haute）、文字通り高地の町は丘の斜面にへばりつくようにして広がり、モーモン・ブラン川とモーモン・ノワール川が合流してできるモーモン川を見下ろす露頭の上に位置する。モーモン川の別の支流、クラン川はコミューンの西側を流れる。
ドンズナックのシャトー地区は、かつて要塞であった古い町である。いまだに高い壁、狭くうねった道が全て教会広場に通じるという中世の頃の姿を保っている。
トラヴァサック集落は町を見下ろす場所にあり3kmの距離がある。コミューン内最大の集落の1つである。かつてはスレート石の採石夫が暮らす典型的な村であった。この集落は、垂直方向に操業する露天掘りの古い採石場であった。この、ヨーロッパでも珍しい場所は一般公開されている。

## 歴史

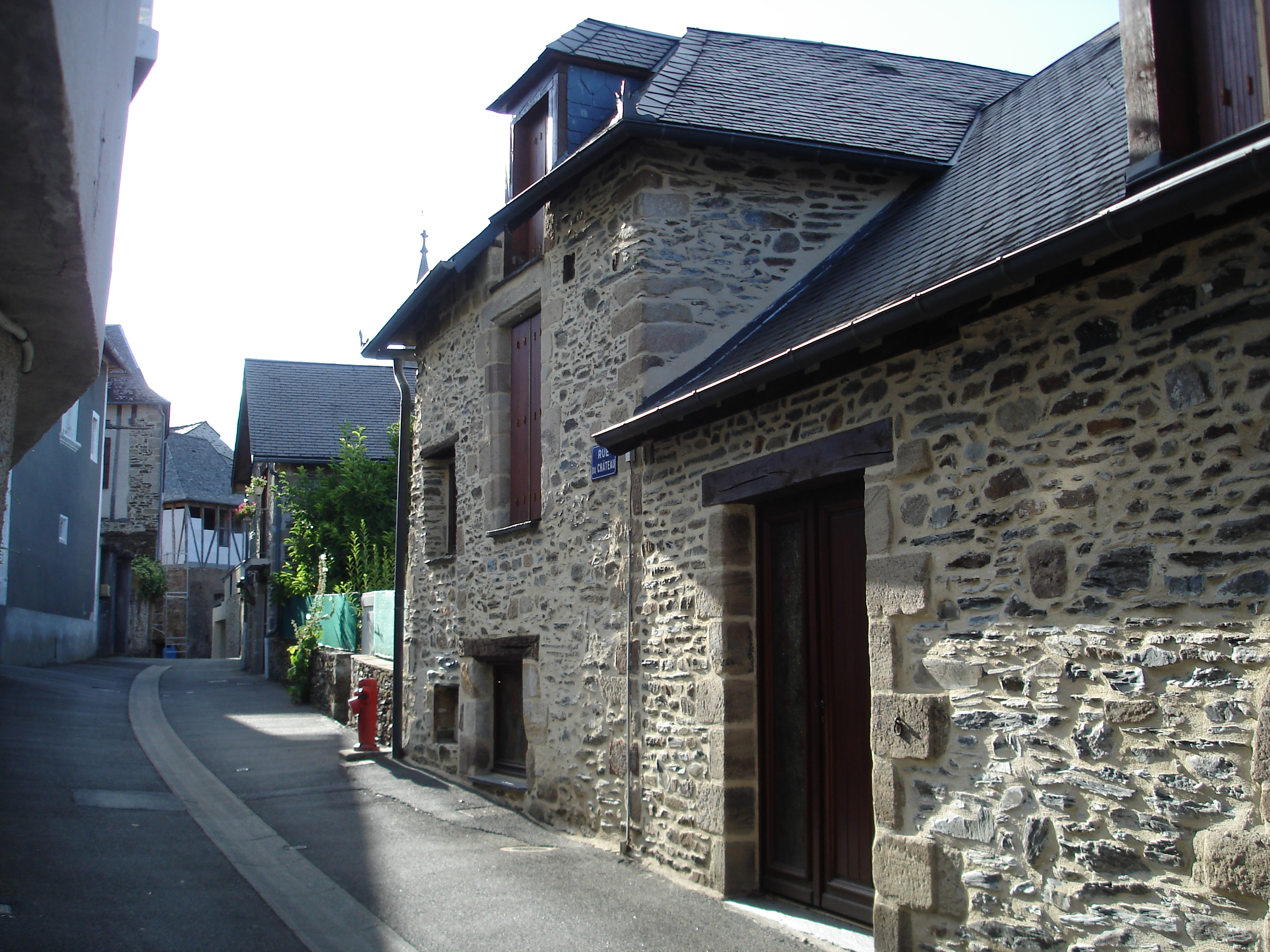
中世のままの通り

ドンズナックの位置は、783年にシャルーの公文書集（chartrier）に現れている可能性がある。924年、村はユゼルシュの助任司祭管轄区に依存するヴィッラであった（1903年に出版されたJ.-B. ChampevaのCartulaire des abbayes de Tulle et de Rocamadourにおいて、in vicariâ Usercense、in villà de Donzenacとの記載がある）。930年にはDonzenaco、1109年にはDonsenachoと記された。1183年、ヴィジョワ修道院長ジョフロワは、貴婦人ガルサンドがロベール王の時代である1000年代にユゼルシュ修道院に寄進を行ったと話している。その土地はドンズナックの教会の近く、イサンドンの領内であった。ドンズナックは聖職者が治める土地であったが、リモージュ司教が地元領主を自らの委任代理人としていた。マルモール家の人々は司教に敬意を払い、自分たちがドンズナックの男爵であると自認していた。1275年から1294年の間に、リモージュ司教となるジルベール・ド・マルモールがこの一族の一員として生まれた。マルモール家は周囲の荘園領主、コンボルン伯、テュレンヌ伯との婚姻を通じてつながっていった。マルモール家のガリエンヌとヴァンタドゥール家のエブルの結婚によって、この家系がドンズナックの支配者家系となった。
ドンズナックは1350年頃、イングランド軍によって略奪にあっている。1351年、のちにローマ教皇インノケンティウス6世となるオベール枢機卿は、自らの甥であるパンプローナ司教ピエール・ド・モントリュックとともにフランス王にドンズナックを推奨するため介入している。ジェロー・ド・ヴァンタドゥールは、1354年、ドンズナック復興について王室の好意を得た。こうした恩恵は、1372年4月、シャルル5世の時代に頂点に達した。
1389年、ジェロー・ド・ヴァンタドゥールは領地をベリー公ジャンに売却した。このときの町の面積は最大に達していた。その後、ベリー公ジャンの未亡人ジャンヌ・ド・ブローニュは、ジョルジュ・ド・ラ・トレモイユと再婚した際にトレモイユの娘ルイーズにドンズナックを譲っている。ルイーズはオーヴェルニュ伯ベルトラン4世と結婚した。ドンズナックは、ド・ラ・トゥール・ドーヴェルニュ家出身の母を持つカトリーヌ・ド・メディシスに継承された。彼女は1572年まで町を治め、その後ジルベール・ド・レヴィ・ド・ヴァンタドゥールへ売却した。1577年、ジョフロワ・ド・ヴィヴァンが町を略奪している。1694年、ヴァンタドゥール公の娘アンヌ・ジュヌヴィエーヴはロアン公およびスービーズ公エルキュール・メリアデックと結婚したため、彼らの子孫が領主となった。フランス革命まで、この家系が町を治めた。
重大な事件を経験しないまま、町は革命の時代を過ごした。

## 人口統計
| 1962年 | 1968年 | 1975年 | 1982年 | 1990年 | 1999年 | 2006年 | 2011年 |
| ------ | ------ | ------ | ------ | ------ | ------ | ------ | ------ |
| 2059   | 1884   | 1795   | 1908   | 2050   | 2147   | 2359   | 2566   |

参照元:1999年までEHESS、2004年以降INSEE

## 史跡
- サン・マルタン教会 - 尖塔は14世紀から保存されている[5]。

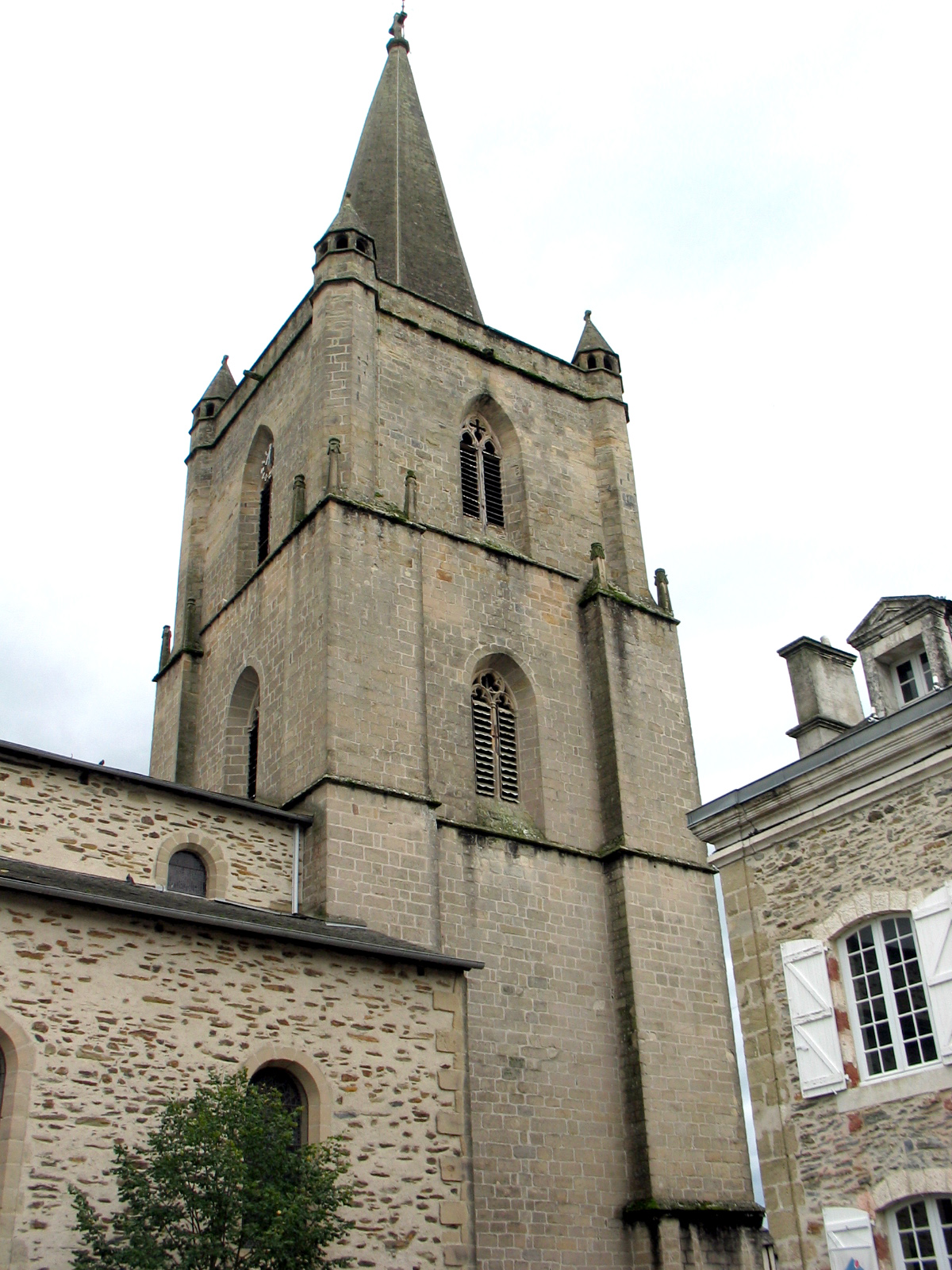
サン・マルタン教会

## 姉妹都市
- ヴォルフラムス＝エッシェンバッハ、ドイツ
- リシュ、フランス